# 维季姆斯基
维季姆斯基（羅馬化：Vitimskiy）是俄罗斯伊尔库茨克州的工人村（市级镇），属马马-丘亚区，位于勒拿河流域内维季姆河畔，在区行政中心马马东南、州府伊尔库茨克东北方。
该地2021年人口有250人；2010年人口457；2002年人口909；1989年人口4,264。